# Azázél
Azázél (héberül: עזאזל, Aze'ezel, arabul: عزازيل, Azāzīl) pusztai, sivatagi démon, a bukott angyalok egyike, a középkori hagyományok szerint egyike a pokol hét hercegének (ha a Sátánnal való azonosítást elfogadjuk). Szintén a középkori elképzelések szerint a viszály démona.

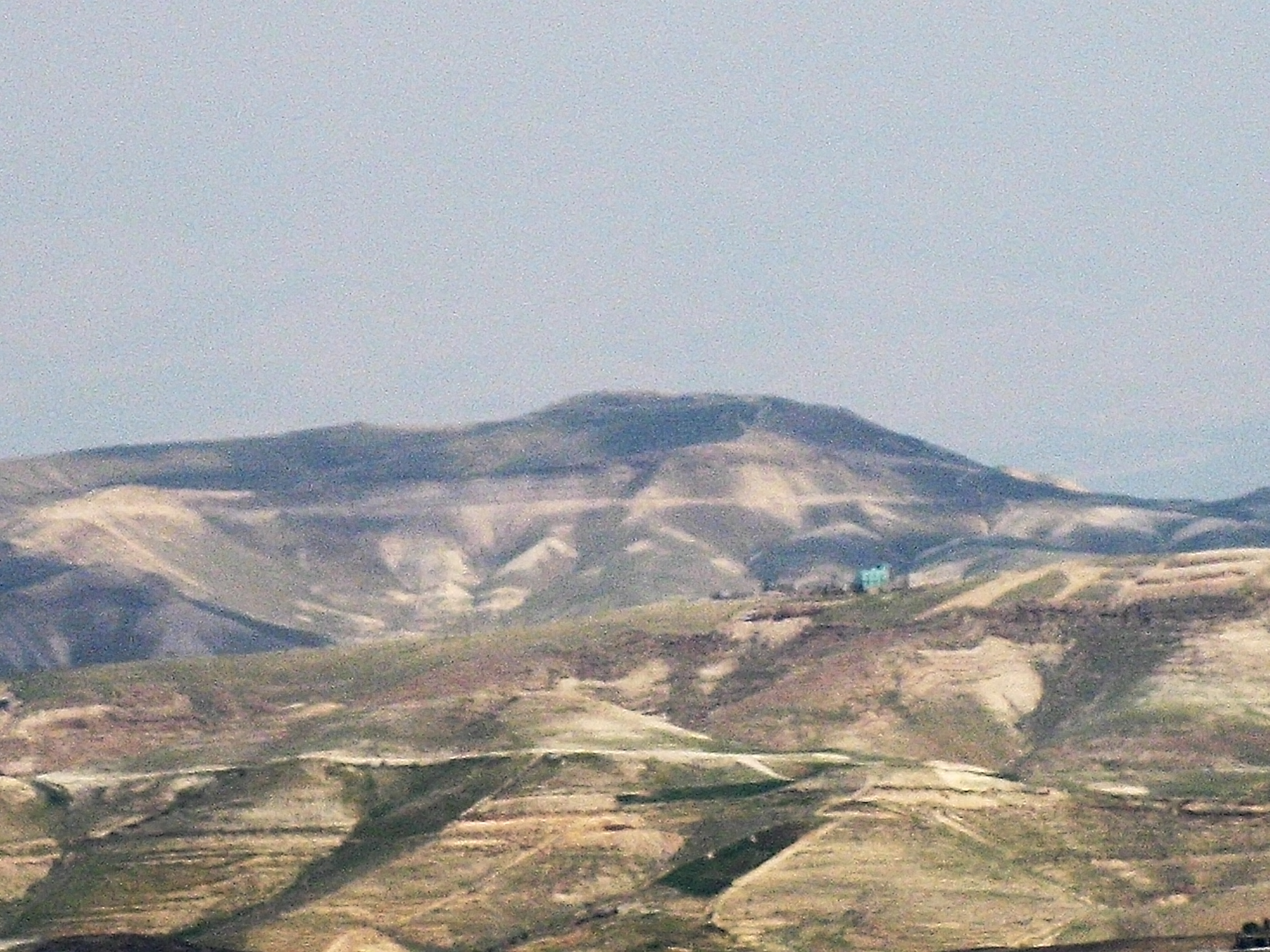
Az Azázél hegy (Jabel Munttar) a judeai sivatagban

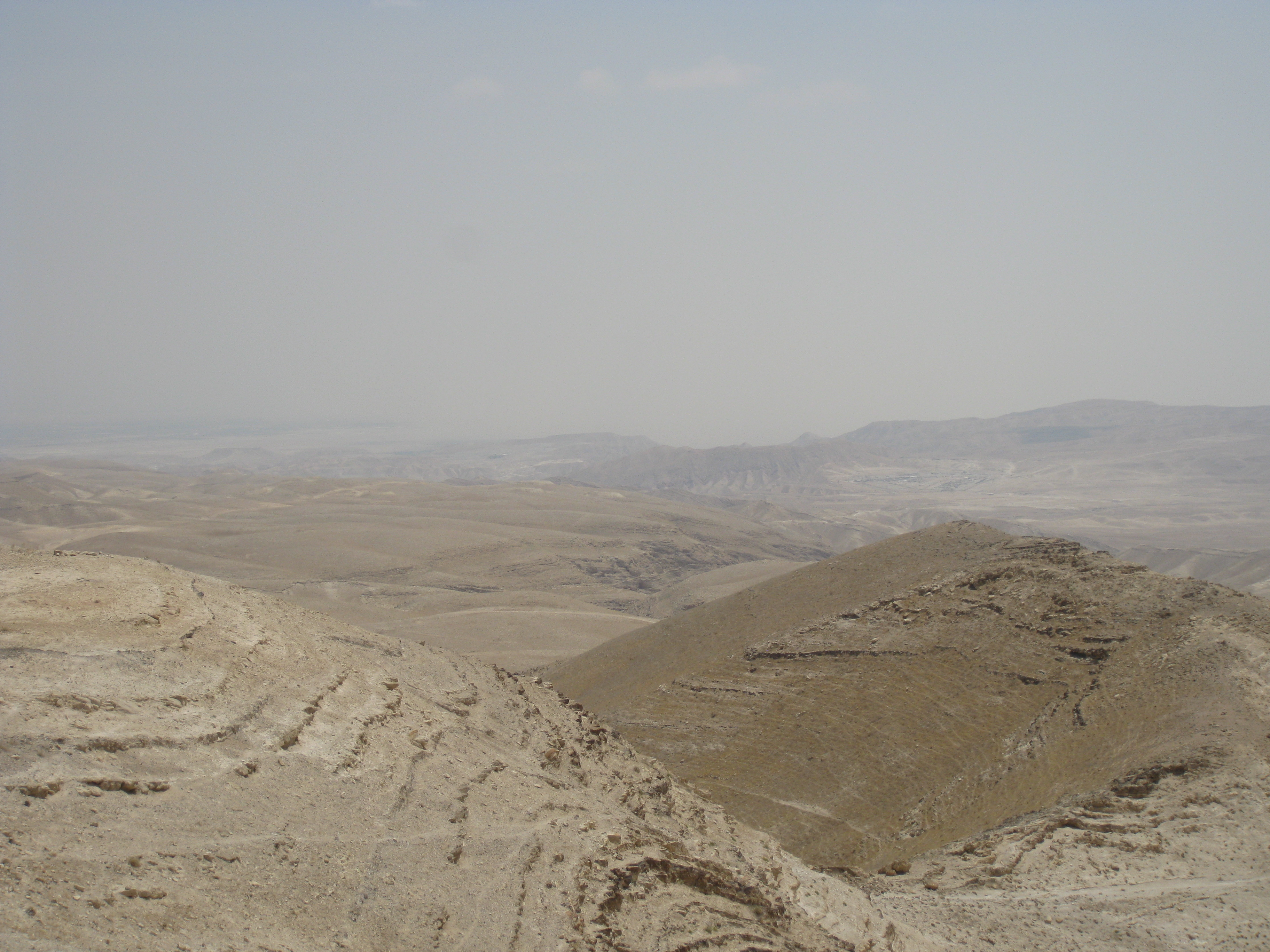
Az Azázél hegy (Jabel Munttar) sziklái

Ógörögül αζαζήλ lenne, azonban a Septuagintában bűnbaknak, (τράγος ἀπερχόμενος – tragosz aperhomenosz, illetve τράγος ἀπολελυμένος – tragosz apoleleménosz, τράγος ἀποπομπαιος? –  tragosz apopompaiosz) fordították. A Vulgatában ennek nyomán: caper emissarius. A protestáns bibliafordításokban, illetve az újabb katolikus kiadásokban saját nevén szerepel.
A név jelentése – illetve tekintve hogy eredetileg kánaáni név – feltehetően inkább spekulatív értelmezése héberül: „aki elutasít”, illetve az „Az” szótag kettőzését nyomatékosításnak véve „teljesen elutasít". Mindezt Istenre értve a név jelentése: „Isten legerősebb ellensége”. Ez a megfogalmazás voltaképpen a Sátánnal azonosítja, amely elképzelés egyébként konkrét formában is megjelenik.
Névváltozatok: régebbi magyar: Azazel, Azazél, Azázel. Más nyelvekből: Azaël, Asael.
Egyes ókori forrásokban héberül eredetileg: עזזאל vagyis Azzal. Ez lehetett a név eredeti, ősi formája.
Értelmezési, megértési zavart okozhat azonosítása különböző megfontolásokból más démonokkal, sőt a Sátánnal. Illetve első hallásra meghökkentő azonosítása magával a bűnbakkal, egy kecskebakkal. Illetve hogy a kecskebakot Azázélnek áldozták, hajtották ki a pusztába vagy magát ezt a kecskebakot nevezték Azázélnek. Továbbá hogy az engesztelés napi szertartás keretében ezt a kecskebakot, bűnbakot kikergették a pusztába vagy pedig egy szakadékba dobták. Ugyanis ezekben a kérdésekben a kapcsolódó pogánykori, az apokrif, de a kanonizált történetek sem teljesen következetesek, és a gyakorlatban széles teret engednek a laikus (gyakran nyilvánvalóan téves) értelmezéseknek is.

## Eredete
Lehetséges, hogy Azázél – Belfegorhoz hasonlóan – eredetileg kánaáni istenség volt.
A későbbi, zsidó hagyomány szerint ő csábította  az embereket a fegyverkovácsolásra és háborúkra, ékszer viselésére, az asszonyokat a szépítkezésre. Ezzel egyfajta ellenkultúrhérosz, a világ különféle területein tisztelt kultúrhéroszok ördögi megfelelője.
Valószínűleg az ősi, hozzá kötődő népszerű rítust a zsidó vallás – erős átértelmezéssel persze – igyekezett megőrizni gondosan kerülve annak a látszatát is, hogy itt ördögnek bemutatott áldozatról lenne szó. (Ez az eretnek gondolat ölthetett testet az Európa-szerte ismert szólásban: Néha az ördögnek is kell gyertyát gyújtani.)
Hasonló történhetett Belfegornak azaz Baál Peornak a hegyen felállított hét égő oltárával.

## A héber Bibliában
A héber Bibliában a név vagy kifejezés háromszor szerepel Mózes harmadik könyve (Leviták könyve) 16. fejezetében, ahol két kecskebakot áldoztak fel Jahvénak. Sorshúzással választottak közülük Jahve szavai szerint. Az לַעֲזָאזֵל olvassata „teljes eltávolítás” vagy „Azázélnek”. Ezt a kecskebakot hajtották ki ezután a sivatagba az engesztelés napján (Jom kippur) az ünnep részeként.
„Mutassa be Áron a bikát mint a maga vétekáldozatát, és szerezzen engesztelést magáért és háza népéért. Azután fogja a két kecskebakot, állítsa azokat az ÚR elé a kijelentés sátrának a bejáratánál, és vessen sorsot Áron a két bakra: az egyiket sorsolja ki az ÚRnak, a másikat Azázélnek. Vezesse oda Áron azt a bakot, amely a sorsvetésben az ÚRnak jutott, és készítse azt el vétekáldozatul. Azt a bakot pedig, amely a sorsvetésben Azázélnek jutott, állítsák élve az ÚR elé, hogy engesztelést végezzen vele, és elküldje Azázélnek a pusztába.” (Mózes harmadik könyve (Leviták könyve) 16. fejezet 6-10)
Később a rabbik értelmezése szerint a la-azazel szóösszetétel az azaz (masszív) és él (mint Jahve) szavakból származik, vagyis a masszív és durva hegyi sziklából, ahonnan a kecskét ledobták.

## A Második Templom judaizmusában
Wilhelm Brandt Die mandäische Religion (A mandeus vallás, 1889) című munkája szerint Azázél ördögi volta nem jelenik meg a Holt-tengeri tekercsek kora előtt.

### Holt-tengeri tekercsek
Azázél nevének említése a Holt-tengeri tekercsek közül az énoki irodalomhoz sorolható Óriások könyvében (4Q203 jelzésű tekercs 6. sorában) található.
Énok könyve hozza összefüggésbe Azázélt a bukott angyalok bibliai történetével és a Hermon-heggyel, az ősi démonok gyülekezőhelyével (Enoch XIII.; v. ö. Brandt "Die mandäische Religion" 1889 , 38. o.). Azázél egyik vezetője a lázadó angyaloknak, a Virrasztóknak az özönvíz előtti időkben. Ő tanította a férfiakat a hadakozás művészetére, kardok, kések, pajzsok, páncélingek készítésére, a nőket a csalfaság művészetére, a test feldíszítésére, hajbodorításra, arcuk kifestésére, szemöldökfestésre. Feltárta az embereknek a boszorkányság titkait, gonoszsággal, tisztátlansággal rontva meg őket míg végül Jahve parancsára Rafael arkangyal kézét és lábát megláncolva a durva és egyenetlen kövek [Ha] Dudael (=Beth Ḥadudo) közé temetett, hogy teljes sötétségben várja a végítélet napját, amikor az örök tűzre vettetik (Enoch VIII. 1, IX., 6, X. 4-6, LIV. 5, LXXXVIII . 1; lásd Geiger "Jud. Zeit." 1864, pp. 196–204).

### A Septuaginta és más, későbbi fordítások
A görög Septuaginta fordítói a héber nevet kifejezésként, „elküldendő” jelentéssel értették, és a következőket írták:
„És vessen sorsot Áron a két bakra: az egyiket sorsolja ki az Úrnak, a másikat bűnbaknak (görög: apodiopompaiosz). Vezesse oda Áron azt a bakot, amely a sorsvetésben az Úrnak jutott, és készítse azt el vétekáldozatul. Azt a bakot pedig, amely a sorsvetésben elküldendőnek jelöltetett, állítsák élve az Úr elé, hogy engesztelést végezzen vele, és elküldje (görög: eis ten apopompenosz) a pusztába.”
A Septuagintát követően a latin Vulgata, Luther Márton és a Jakab király változata szintén hasonló olvasatot ad, mint például Young-féle irodalmi fordítását is: „És Áron sorsot vetett a két kecskebak felett, egyiket Jehovának, a másikat kiküldött kecskebaknak.”
A Pesitta szír nyelvű bibliafordítás Azázélt Za-za-e'il-ként (Isten ellen erős) említi, akárcsak a Kumráni 4Q180 számú töredék.

### Énok elsőésharmadik könyve
Énok könyve szerint (apokrif könyv) Azázél (itt ‘ăzā’zyēl) volt az egyik fő Virrasztó, a bukott angyalok  csoportjának feje, akik nőkkel házasodtak. Még ha Azázél nincs is név szerint megemlítve, de ez ugyanaz a történet, mint ami Mózes első könyvében (Teremtés könyvében) olvasható (6: 2-4):
„látták az istenfiak, hogy szépek az emberek leányai, ezért feleségül vették közülük mindazokat, akiket kiválasztottak maguknak. [...] Abban az időben, amikor az istenfiak bementek az emberek leányaihoz, és azok gyermekeket szültek nekik – sőt még azután is –, óriások éltek a földön. Ők voltak az ősidők nagy hírű vitézei.”
Énok úgy ábrázolja Azázélt, mint aki az embereket fegyverek és kozmetikumok készítésére vette rá. Énok könyve 8: 1-3a szerint:
„És Azázel megtanította az embereket arra, hogy hogyan csináljanak maguknak kardokat, és késeket, és pajzsokat, és mellvérteket, és megismertette velük a föld mélyén rejlő különböző fémeket, és azok megmunkálásainak műveleteit, és a karkötők, és ékszerek, és az öntvények használatát, a szemhéjak kifestését, és mindenféle értékes köveket, és minden színeknek festéshez való keverését. És megsokasodott az istentelenség, és paráznaságokat követtek el, és mindnyájan eltévelyegtek, romlottakká lévén minden utaikban.”
Azázél és a Virrasztók csábítása megrontotta az emberiséget, és a négy arkangyal (Mihály, Uriél, Rafael és Gábriel)
„letekintve a mennyből, látták a sok vérontást ami a földön történt, és minden törvénytelenséget, ami a földet sújtotta. [...] És  most hozzátok,  a  mennyben  lévő  szent  lényekhez  könyörögnek  az  emberek  lelkei,  mondván: »Vigyétek a mi ügyünket a Magasságos elé [...] Láttad, mit tett Azázel, aki megtanított minden igazságtalanságot a földön, és megnyitotta előttük az örök titkokat, amelyek a mennyekben voltak [fenntartva], és amelyek után az emberek vágyakoztak, hogy megtanulhassák azokat.«”
Isten látja az Azázél által előidézett bűnt és ezért megparancsolja Rafaelnek (10ː 4-6)
„Kösd meg Azázelt, kezét s lábát, és vesd őt a sötétségbe: vágj egy nyílást a sivatagba, amely Dudáel-ben van, és oda vesd őt. És helyezzél rája durva, éles köveket, s takard őt be sötétséggel, és hadd lakjon ott örökké, és takard be orcáját, hogy ne láthasson világosságot. És az ítéletnek nagy napján a tűzre lesz vetve.”
Néhány kutató már korábban is felismerte, hogy Azázél büntetésének bizonyos részletei emlékeztetnek a bűnbak szertartásra. Így Lester Grabbe több párhuzamra mutat rá az Azázél-történet elbeszélésében Énok és Mózes harmadik könyve (Leviták könyve) 16. fejezetének szövege között, mint a „hasonlóság az Asael és Azazel nevek között, a büntetés a pusztában, a bűn elterjesztése Asael/Azazel által, a föld végül ennek eredményeként megtisztul.” Daniel Stökl is felfigyelt arra, hogy „a démon büntetése földrajzi, cselekvésbeli, idő- és célbeli hasonlóságot mutat a bűnbak szertartás leírásával.” Tehát Asael büntetésének helye, amelyet Énok Dudaelnek nevez, emlékeztet arra a rabbinikus kifejezésre, amelyet az engesztelés napja (Jom kippur) szertartásának leírásánál a bűnbak szakadékának megnevezésére használtak. Stökl megjegyzi, hogy „az ítélet helyének a neve (Dudael) feltűnően hasonló mindkét hagyományban ami valószínűleg arra vezethető vissza hogy közös eredetűek.”
Azázél végső sorsát fedi fel Énók 2: 8, ahol Isten azt mondja:
„És az ítéletnek nagy napján a tűzre lesz vetve. [...] És az egész föld megromlott a munkáikon keresztül, melyeket Azázel tanított: neki tulajdoníts minden bűnt.”
Azázél Énók első könyvében feltűnő hasonlóságot mutat a görög Prométheusz titánnal. Lehet, hogy egy mennyei lény démonizált párja, aki tudást adott az embereknek fegyverek készítéséhez, ezáltal vérontást és igazságtalanságot hozva. Ez utóbbit azonosíthatják a görög királyokkal és tábornokokkal, akik katonai erővel nyomták el a zsidókat, de ők megtanulták, hogyan készítsenek fegyvereket e kitaszított lények által.
Az ötödik századi Énok harmadik könyve szerint Azázél egyike a három angyalnak (Azza [Shemhazai] és Uzza [Ouza] mellett), aki ellenezték Énók magas rangra emelését, amikor ő lett Metatron angyal. Miközben ők elbuktak, de még mindig az égben voltak, ám Metatron neheztelése miatt ki lettek űzetve. Ők lettek ezután az úgynevezett „három, aki legtöbb bűnt hordozza” mivel bukásuk után a földön asszonyokat vettek feleségül. Azázél és Shemhazai arról emlékezetes, hogy ők voltak a 200 bukott angyal  vezetői, Uzza és Shemhazai az Egyiptomot oltalmazó őrangyalok, Shemhazai és Azázél pedig felelősek voltak az ég titkainak a tanításáért. A többi angyal szétszéledt „a Föld minden sarkába”.

### Ábrahám apokalipszise
Ábrahám apokalipszisének (kb. i. e. 100) kánonon kívüli szövegében Azázél egy tisztátalan madárként van említve, aki leereszkedett az Ábrahám által készített áldozatra. (Ez Mózes első könyve (Teremtés könyve) 15:11-re utal: „Ekkor ragadozó madarak szálltak a húsdarabokra, de Abrám elkergette őket.")
„És beszélt hozzám a tisztátalan madár, és azt monda nekem: »Mit csinálsz te itt, e szent magaslatokon, ahol halandó embernek nem szabad sem ennie, sem innia? Távozz innen, nehogy az égi hatalmak elégessenek!«
Amikor láttam a madarat, azt mondtam az angyalnak: »Mi ez, uram?« amire azt válaszolta: »Ez a szégyentelenség. Ez Azázél!« És azt mondta neki: »Szégyeld magad, Azázél! Mert Ábrahám helye a magaslatokon van, a tied pedig a mélyben. Eredj innen, mert sohasem fogod őt tévútra vezetni!«” (Abr. 13: 4-9)
A szöveg Azázélt a kígyóhoz és a pokolhoz is társítja. A 23. fejezet 7. versében az olvasható, hogy hét feje és 14 arca van, „kezei és lábai mint egy férfié, [és] a hátán hat szárnya van a jobb oldalon és hat a bal oldalon.”
Ábrahám azt mondja, hogy a gonoszok „megrothadnak a ravasz féreg Azázél gyomrában, és megégettetnek nyelvének tüze által”. (Abr. 31: 5), és korábban azt mondja Azázélnek, hogy „Legyél parázs a föld kemencéjében! Menj, Azázél a föld járatlan részeibe, mert a te örökséged azon emberek felett van, akik veletek tartanak.” (Abr. 14: 5–6).
Itt lelhető fel az az elképzelés, miszerint Isten öröksége (a teremtett világ) nagyrészt a gonosz uralma alatt áll, azaz „osztozik Azezellel” (Abr. 20: 5) ismét azonosítva őt Sátánnal, akit Jézus „e világ fejedelmének” nevezett. (János 12:31)

### A rabbinikus judaizmus
A Misna (Jómá 39a) a héber Biblia szövegét követi. A szertartáshoz két, minden tekintetben kellő mértékben hasonló kecskebakra volt szükség. Az egyiket a jobb oldalra, a másikat a bal oldalra állították. A főpap, akit ebben a szertartásban két alárendeltje segített, mindkét kezét egy fatokba tette, és kivett két címkét. Az egyiken „Jahvéjé” felirat, a másikon „Azázélé” felirat volt. A főpap ezután a két kecskére tette a kezét a címkékkel és azt mondta: „Vétekáldozat Jahvénak” (kimondva a Tetragrammatont). Erre az őt kísérő két pap azt mondta: „Áldott legyen az ő dicső királyságának neve örökkön-örökké." Ezután Azázél kecskéjének a fejére bíborszínű gyapjúfonalat kötött, és újra rátette a kezét, elmondta a bűn megvallását és a megbocsátásért az imát: „Uram, tévesen cselekedtem, bántalmaztam és bűnös vagyok teelőtted: én, házam népe és Áron gyermekei, a te szent néped. Ó Uram! Bocsáss meg a hamisságokért, a vétkekért és a bűnökért, melyeket én, házam népe és Áron gyermekei, a te szent néped elkövetett, ahogyan Mózes törvénye, a te szolgád írja, »mert ezen a napon meg fog bocsátani neked, hogy tisztíts meg minden bűneitektől az Úr előtt, tiszták lesztek.«”
Erre az imára a jelenlévő gyülekezet válaszolt. Egy embert, lehetőség szerint egy papot választottak ki, hogy vigye a kecskét a városon kívüli szakadékhoz. Az út egy részén Jeruzsálem legkiválóbb emberei kísérték. Tíz fülkét építettek időközönként a Jeruzsálemről a meredek hegyre vezető út mentén. A kecskét vezető papot mindegyiknél étellel és itallal kínálták, amit azonban elutasított. Amikor elérte a tizediket, azok, akik kísérték, nem haladtak tovább vele, hanem távolról figyelték a továbbiakat. Amikor a szakadékhoz érkezett, a bíbor fonalat két részre osztotta. Az egyiket a sziklához kötötte, a másikat pedig a kecske szarvaihoz, majd ledobta a kecskét (Jómá VI. 1–8). A szikla annyira magas és robusztus volt, hogy mielőtt a kecske eljutott volna a mélység feléig, végtagjai teljesen összetörtek. Az emberek bizonyos távolságra egymástól álltak az út mentén, és amint a kecskét ledobták a szakadékba, kendőkkel vagy zászlókkal jelezték egymásnak, amíg a hír így el nem érte a főpapot, aki folytatta a szertartás hátralevő részét.
A bíbor fonalra szimbolikusan utalnak az Izaiás 1.18 fejezetben, és a Talmud (ib. 39a), hogy a negyven év alatt, amíg Simeon, az Igaz volt a főpap Izraelben, a fonal valóban fehérré vált, amint a kecskét ledobták a mélységbe jelezve, hogy a nép bűnei megbocsáttattak. A későbbi időkben a fehérre válás nem történt meg, ami az emberek erkölcsi és szellemi romlásának bizonyítéka volt, s amely fokozatosan növekedett, negyven évvel a második templom lerombolása előtt, amikor a színváltozást már nem figyelték meg (lc 39b).

### Középkori zsidó kommentátorok

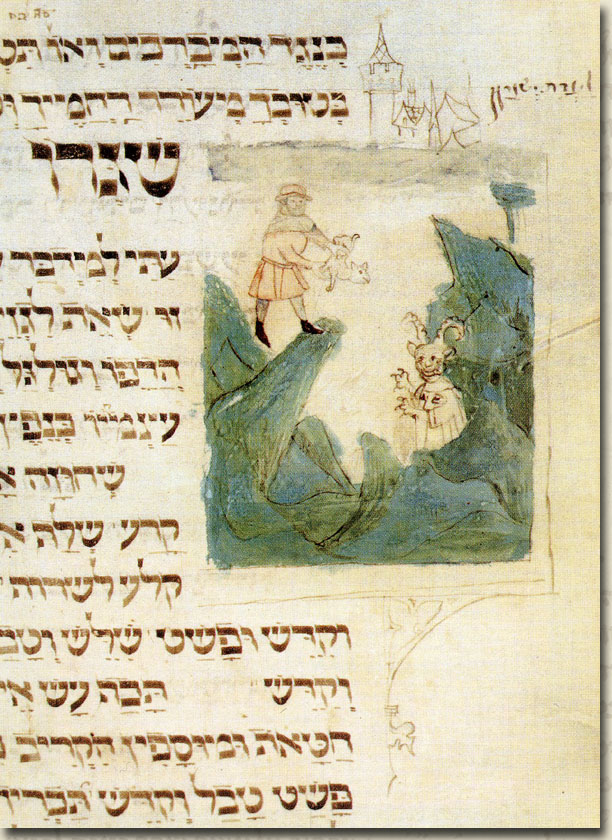
Középkori ábrázolás

Nahmanidész (1194–1270) középkori tudós azonosította a héber szöveget, amely szintén démonra utal, és azonosította ezt az „Azázélt” Szamaellel. Ezzel együtt úgy gondolta, hogy a kecskebak nem Azázél tiszteletére, áldozatként szolgált, hanem szimbolikus kifejezésként ahhoz az elképzeléshez, hogy az emberek bűneit és gonosz következményeiket vissza kell adni a pusztulás és a romlás démonának, aki minden szenny forrása. Az a tény, hogy a két kecskét Isten előtt bemutatták, mielőtt az egyiket feláldozták, a másikat a pusztába küldték, annak bizonyítéka, hogy Azázél nem Isten mellett állt, hanem csupán a gonoszság megszemélyesítésének tekintették, aki szemben áll Istennel.
Maimonidész (1134–1204) véleménye szerint mivel a bűnöket nem lehet levenni valakiről és másra áttenni, a szertartás szimbolikus, lehetővé téve a bűnbánó számára, hogy megszabadítsa magát bűneitől: „Ezek a szertartások szimbolikus jellegűek, és arra szolgálnak, hogy hatással legyenek az emberekre, és elvezesse őket a bűnbánathoz, mintha csak azt mondanák: »Megszabadítottuk magunkat korábbi cselekedeteinkről, magunk mögött hagytuk őket, és amennyire csak lehetséges, eltávolítottuk magunktól«”.
A szertartás némileg emlékeztet egyrészt Zakariás látomásában a gonoszságot megtestesítő nő vékában való kitételére Sineár földjén mint az Zakariás könyvében olvasható (5: 6-11), másrészt a tisztulási szertartás keretében mezőn hagyott élő madárral kapcsolatos képzetekre (Mózes harmadik könyve (Léviták könyve) 14: 7). A jeruzsálemi emberek valóban úgy tekintették, hogy a szertartás keretében megszabadulnak az elmúlt év bűneitől. A babilóniai vagy alexandriai tömeg megrángatja a kecske szőrét, hogy gyorsabb legyen, és magával vigye a bűn terhét (Jómá VI. 4, 66b; „Barnabás levele”, VII.) És a Bet Ḥadudo szikla völgyének alján lévő összetört állatot, tizenkét mérföldnyire a várostól, a kendők hullámzása jelezte Jeruzsálem népének, akik heves vidámsággal és a hegyekben táncolva ünnepelték az eseményt (Jómá VI., 6., 8.; Ta'an. IV., 8). Nyilvánvaló, hogy Azázél alakja általános félelem tárgya volt, nem pedig – ahogy néhányan sejtetik – idegen eredetű vagy egy későbbi törvényhozó találmánya. Több, mint egy sivatagi démon, és úgy tűnik, szorosan összefonódott Jeruzsálem hegyvidéki régiójával.

## Kereszténység

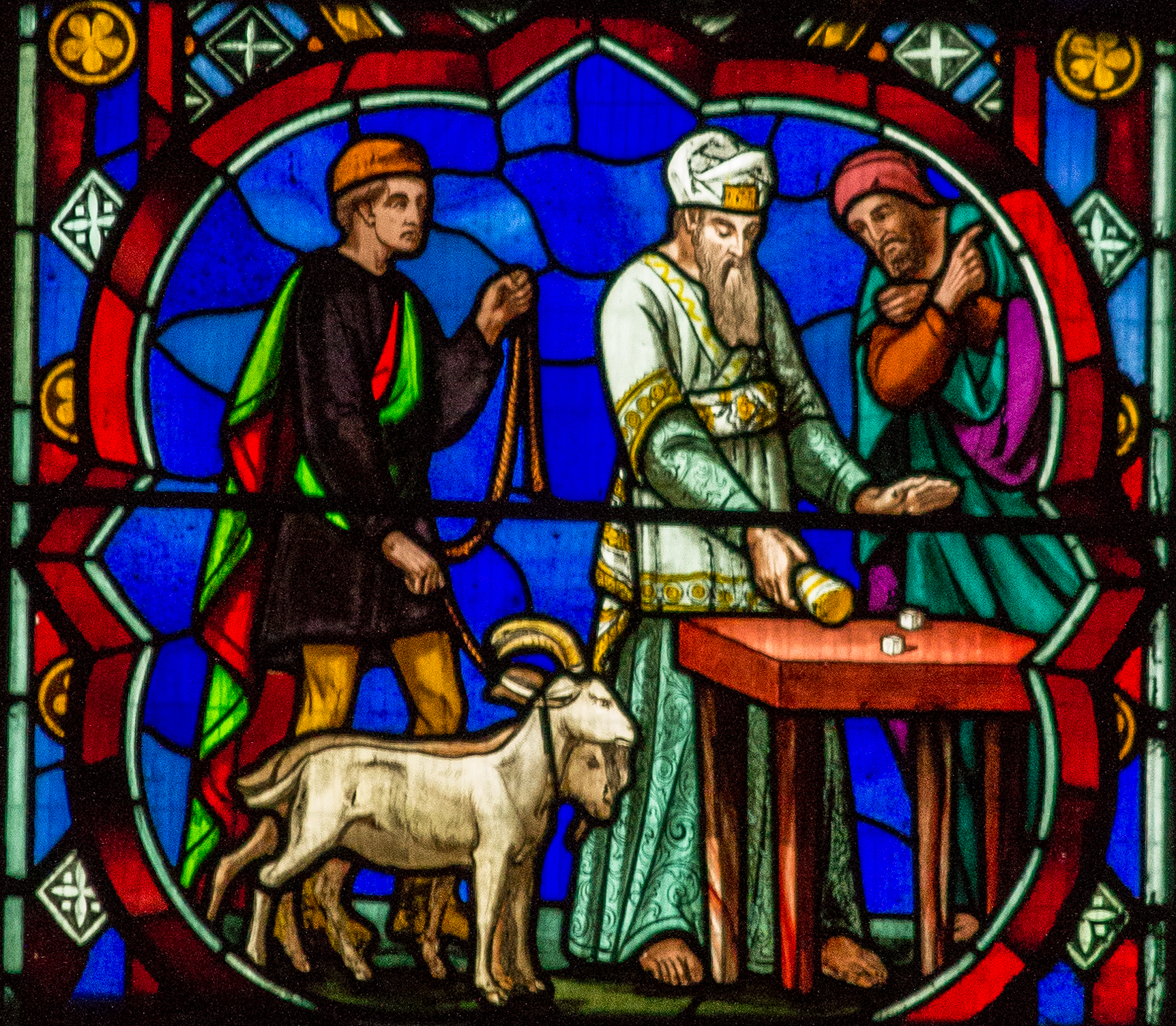
Áron sorsot vet a két kecskebakra. Részlet a Lincoln Székesegyház keleti ablakáról.

### Latin Biblia
A latin nyelvű Vulgata nem említi név szerint Azázélt. A szövegben helyette caper emissarius (jelentése magyarul: kiküldött kecskebak) szerepel:
„mittens super utrumque sortem unam Domino et alteram capro emissario cuius sors exierit Domino offeret illum pro peccato cuius autem in caprum emissarium statuet eum vivum coram Domino ut fundat preces super eo et emittat illum in solitudinem” (Mózes harmadik könyve (Léviták könyve) 16. fejezet 8-10)
A protestáns Károlyi-biblia azonban ugyanott már Azázelnek nevezi:
„És vessen sorsot Áron a két bakra; egyik sorsot az Úrért, a másik sorsot Azázelért. És áldozza meg Áron azt a bakot, a melyre az Úrért való sors esett, és készítse el azt bűnért való áldozatul. Azt a bakot pedig, a melyre az Azázelért való sors esett, állassa elevenen az Úr elé, hogy engesztelés legyen általa, és hogy elküldje azt Azázelnek a pusztába.”

### Keresztény kommentátorok
- Alexandriai Kürillosz az apompaioszban (küldött, bűnbak) Krisztus előképét látja.
- Órigenész egyházatya („Contra Celsum” VI. 43.) Azázélt a Sátánnal azonosítja.

## Az iszlámban
Azázélel (arabul: عزازيل Azāzīl) kapcsolatosan az iszlám források megemlítik, hogy az eredeti neve Iblis.  Azázél volt a vezetője az angyaloknak, akik harcoltak a gonosz dzsinek ellen a földön, és ő volt a leghozzáértőbb dzsin,  at-Tabari története szerint viszont Azazil egykor maga is egy dzsin volt a földön, de az angyalok közé emelkedett. Azonban büszkesége miatt megtagadta Isten parancsát, hogy hajoljanak meg Ádám előtt, majd később megkísértette Ádámot, hogy egyen a tiltott fáról. Megfogadta, hogy félrevezeti, kísértésbe, bűnre csábítja az embereket és így nem törődnek majd az Isteni jelekkel. Az Iblis szó jelentése „kétségbeesni”, ugyanis Azázél kétségbeesett Istentől, így tett szert erre a névre.
A szúfizmusban Azázél szerepel a X. századi szufi író, Manszúr al-Halládzs Tawasin című gyűjteményes munkájában. A hatodik fejezet Iblis védekezéséről szól és egy szakaszában al-Halládzs elmagyarázza hogy a név egyes betűi hogyan kapcsolódnak Azázél személyiségéhez.
Másik példa található a iszmáiliták irodalmába a Ginanokban (mohamedán himnuszok). Pir Szadardin magyarázza Allah ek Kassam című Ginanjának negyedik versében:
Minden jelenlévő angyal leborult Ádám előtt és Ádám elfogadta a leborulást. Ám Azāzīl nem engedelmeskedett a Parancsolatnak, ezért elveszítette kitüntetett helyzetét (vagyis angyali létét és annak áldásait).

## Fordítás
- Ez a szócikk részben vagy egészben  az   Azazel című angol Wikipédia-szócikk ezen változatának fordításán alapul.  Az eredeti cikk szerkesztőit annak laptörténete sorolja fel. Ez a jelzés csupán a megfogalmazás eredetét és a szerzői jogokat jelzi, nem szolgál a cikkben szereplő információk forrásmegjelöléseként.